# 전통차

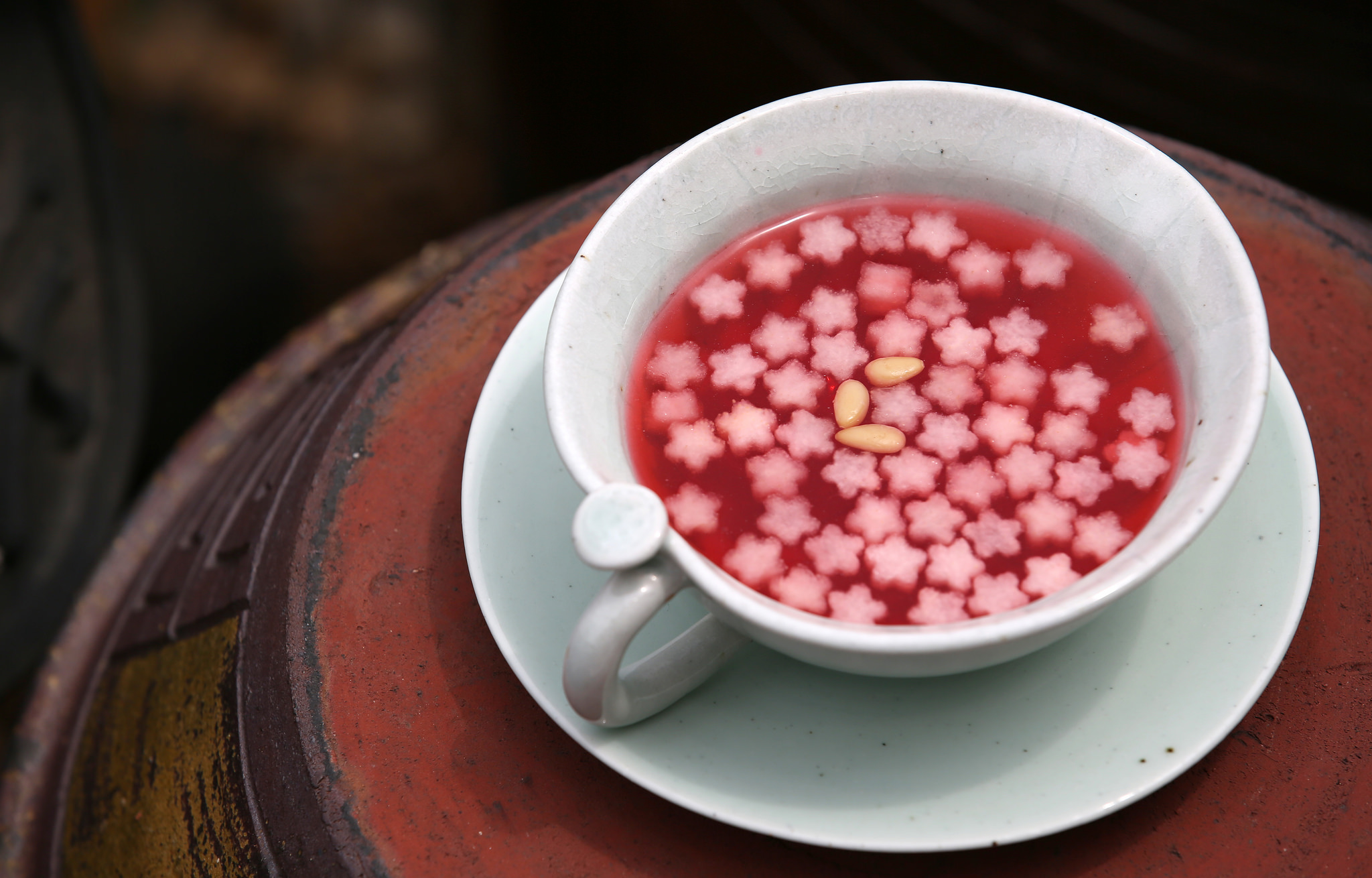
컵에 담긴 오미자차

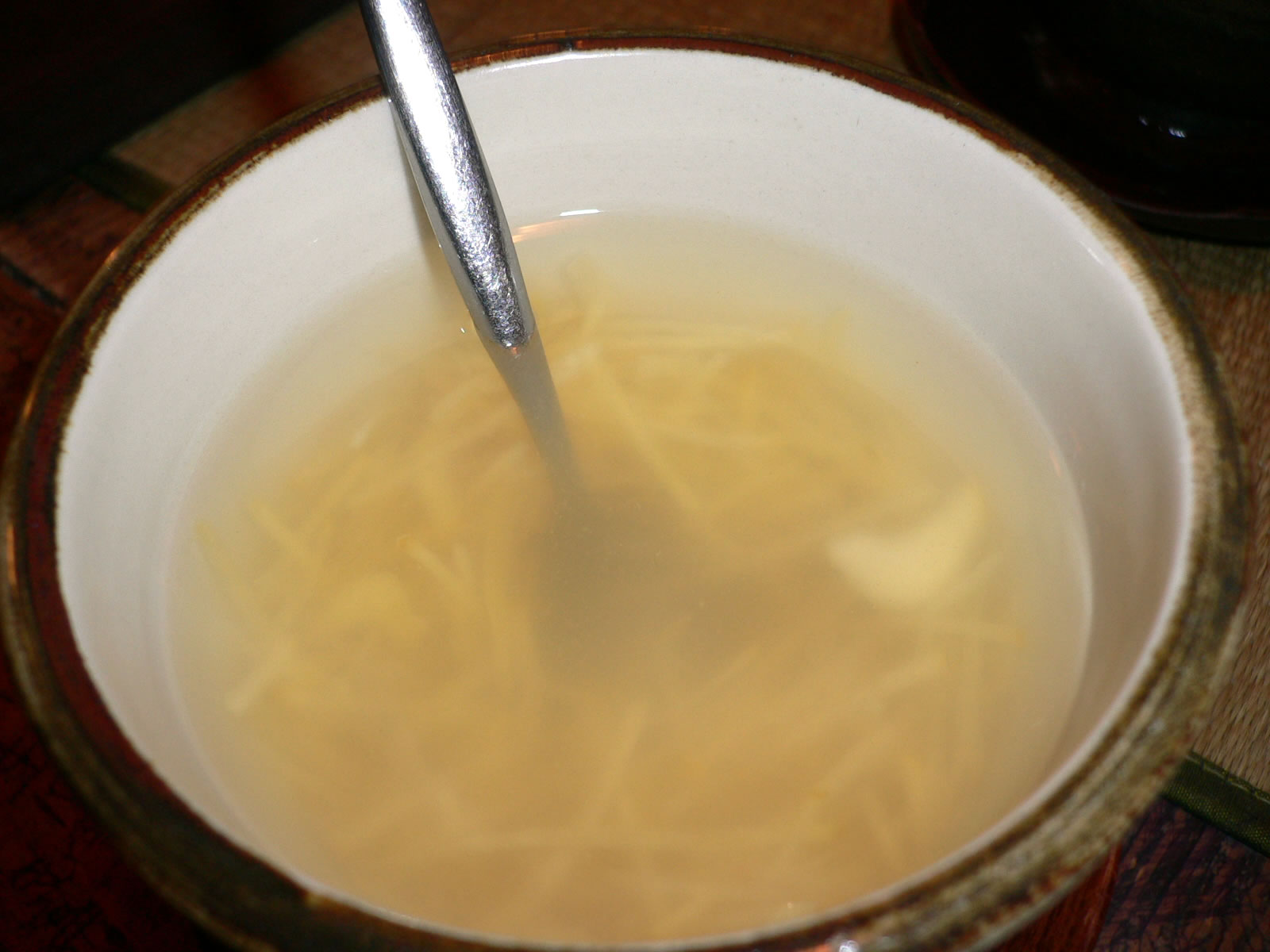
모과차이다. 옛말에 과물전 망신은 모과가 시킨다지만, 맛만은 좋다.

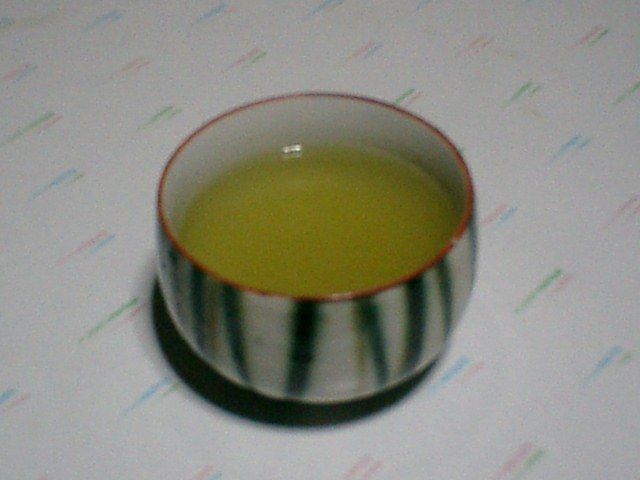
녹차는 한국은 물론 아시아 나라에서 독특한 방식을 갖는다.

전통차는 한국식 녹차, 과일차를 비롯하여, 독특한 문화로 발전해왔다. 또한 수정과 등 한과의 변화 형태로도 존재한다.

## 역사

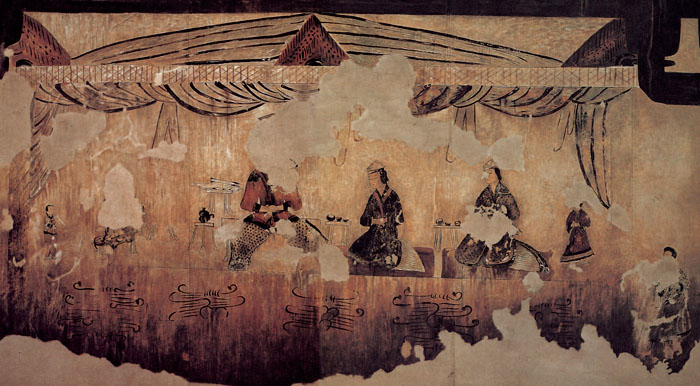
5-6세기 경에 그려진 각저총 벽화에도 고구려 무사가 두 여인네로부터 차를 대접받는 모습이 나온 것으로 보아 차는 오래전부터 한국에서 마셨다는 것을 알 수 있다.

### 개화기 전
한국의 차의 역사는 문헌에 기록된 것으로 하면 금관가야의 김수로 왕이 처음으로 차를 먹은 것으로부터 시작된다. 합천 청량사 석조여래좌상의 기단석에 보면 부처님께 차공양을 올리는 보살상이 조각되어 있어 신라시대에도 차문화가 발달한 것으로 추정되는 등 불교에서는 차의 제품이 처음으로 만들어지게 되었고, 조선시대에는 차를 널리 마시게 되었다. 차는 세월이 지날수록 점점 서민층으로 내려오게 되었으며, 개화기에는 한국식 차를 포함하여, 커피, 홍차가 조선 왕족에 퍼지기 시작한다.

### 개화기 이후(근현대)
일제강점기를 지나면서 한국에는 다방이라는 독특한, 차를 전용으로 하는 커피숍이 생기게 된다. 그로 커피, 쌍화차, 홍차 등을 대접하다가, 스타벅스, 던킨도너츠 등의 스낵 사업과 함께 전통과 현대의 만남이 되어 녹차, 인삼차, 유자차 등을 커피숍에서 라테나 브런치 형태로 판매하게 된다.

## 한국식 차의 종류

### 뿌리차

#### 인삼차
인삼차는 (人蔘茶) 보통 수삼, 건삼(干蔘:말린 인삼이다.), 홍삼(红蔘)등으로 만드는데, 재료가 되는 인삼을 얇게 저민 후 물에 몇 시간 동안 끓이며, 꿀 또는 설탕을 첨가한다. 보통 물 500mL와 인삼 50g로 보통 조리하는데, 대추를 같이 넣기도 한다. 겨울에 자주 감기에 걸리는 사람에게 좋으며, 위통 치료 효과를 갖고 있다. 그러나, 열이나 고혈압이 있는 사람이 섭취하면, 인삼의 양기가 악으로 작용할 수 있다.

#### 당귀차
당귀차(當歸茶)는 한약재로 쓰이는 당귀로 만드는데, 몇 시간 동안 물에 삶는데, 생강을 첨가할 수 있다. 산후 조리에 좋으며, 열을 내리지만, 오래 섭취하면 부작용으로 손발 끝이 차가워지는 증상이 생긴다. 설사가 있는 사람은 먹어서는 안된다.

#### 칡차
칡차는 덩굴 식물인 칡의 뿌리를 오랫동안 달여 만든 차이다.

#### 둥굴레차
둥굴레차는 둥굴레를 이용하여, 둥굴레를 달여 만든 차이다.

#### 마차 (음료)
마차 (麻茶)는 산약차로 불리기도 한다. 마를 이용해 만든다.

### 곡물과견과로 만든 차

#### 보리차
보리차는(菩提茶)는 대한민국 내에서 소비량이 많은 차 중의 하나이며, 볶은 보리를 갈아 그것을 명주 보에 넣고 물에 달인 차이다. 일부 가정에서는 물 대신 많이 음용하기도 한다.

#### 옥수수차
옥수수차는 볶은 옥수수로 만들거나 옥수수의 수염으로 만든 차이다.

#### 현미차
현미차(玄米茶)는 볶은 현미를 이용하여, 보리차와 비슷하게 만든 차이다.

#### 율무차
율무차 역시 대한민국 내 소비량이 많은 차이며, 다른 점이 있다면 율무를 갈아 만들기 때문에 걸쭉한 맛과 고소한 맛이 난다.

#### 결명자차
결명자차(決明子茶)는 결명자를 이용해 만든 차이다.

### 과일로 만든 차

#### 수정과
수정과는 감, 생강, 계피 등을 첨가하여 만드는 음료이다.

#### 유자차
유자차(柚子茶)는 유자를 슬라이스하여 설탕, 꿀에 잰후 물에 타먹는 음료이다.

#### 구기자차
구기자차(枸杞子茶) - 구기자를 건조시켜 만든 차이다.

#### 대추차

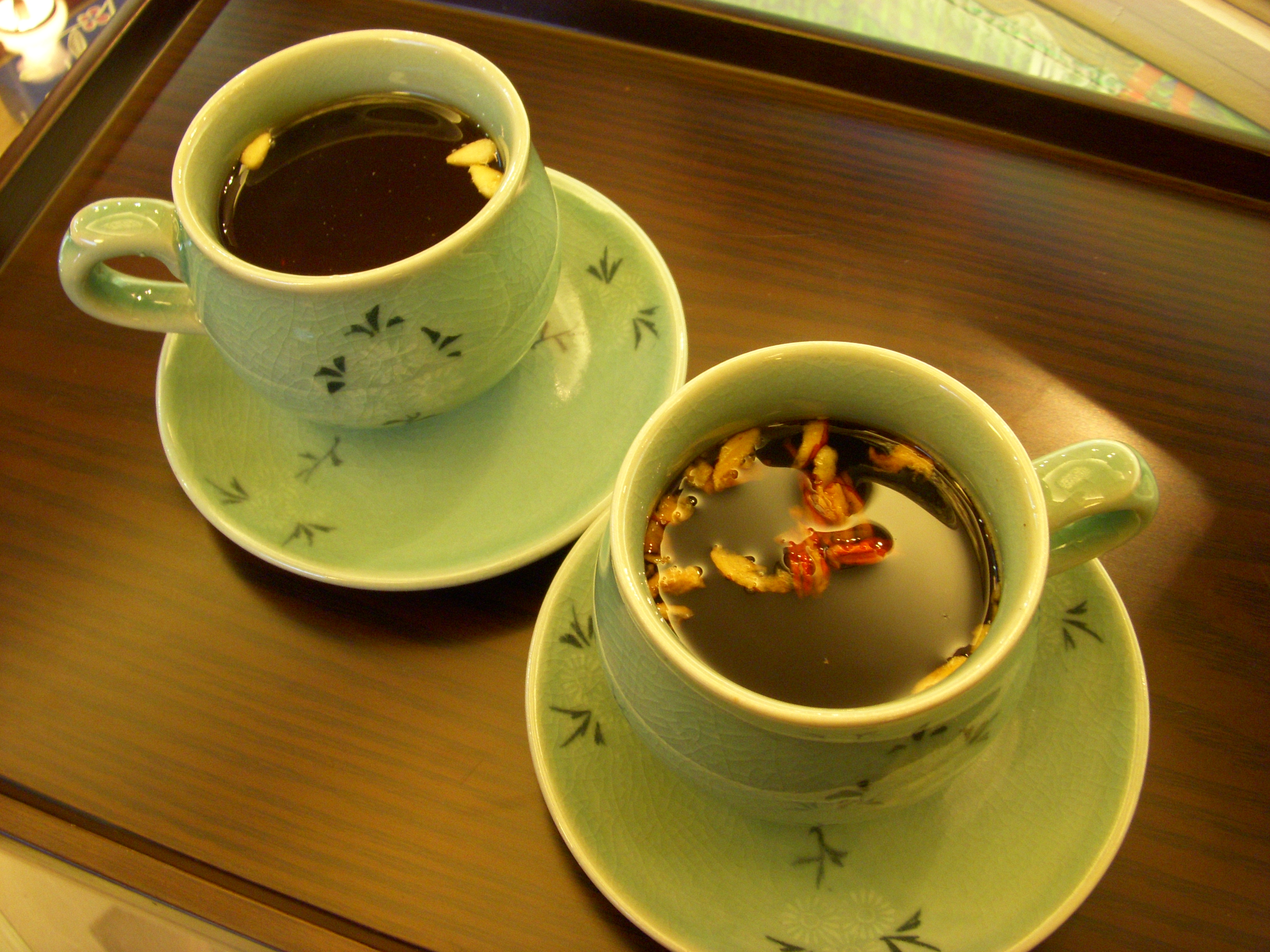
오른쪽이 한국의 대추차이다.

대추를 말려, 그것을 저며 물에 달인 차이다.

#### 오미자차
오미자차(五味子茶) : 오미자는 5가지 맛으로 구성되어 있어 오미자라고 하는데, 오미자를 물에 끓여 만든다.

#### 매실차
매실차(梅实茶)는 녹색 과일 매실에 설탕을 이용하여 켜켜이 쌓아 재는데, 초보자들은 가끔 잘못하여 매실주를 만들기도 한다.

#### 산수유차
산수유차(山茱萸茶)는 붉게 익은 산수유 열매로 만든 차이다.

#### 탱자차
탱자차(橙子茶)탱자로 만들며, 모과차, 유자차와 비슷하게 만든다. 그러나, 알콜화 과정이 일어나지는 않다.

### 식물잎으로 만든 차

#### 뽕잎차
뽕잎차는 뽕잎을 말린 후에 만든 차이다.

#### 감잎차
감잎차는 감잎을 말려 만드는데, 녹찻잎과 섞기도 한다.

#### 솔잎차
솔잎차는 소나무 잎으로 만든다.

#### 국화차
국화차(菊花茶)는 매실차, 탱자차와 비슷하게 만든다. 단, 벌꿀로 만들고, 알콜화가 잘 일어나지 않는다.

#### 이슬차
이슬차는 수국과 단풍잎으로 만든다.

### 기타

#### 영지버섯차
영지버섯차(灵芝茶)는 영지버섯으로 만든 차이다.

#### 송화밀수
송화 밀수(松花蜜水)는 소나무의 꽃가루와 벌꿀을 물에 타먹는 것이다.

#### 귤피차
귤피차(橘皮茶)는 말린 귤껍질로 만든 차이다.

#### 귤강차
귤강차(橘姜茶)는 말린 귤껍질을 벌꿀과 함께 끓인 차이다.

#### 쌍화차
쌍화차(双花茶)는 숙지황, 당귀, 천궁, 작약, 계피, 감초로 만든 차이다. 특이하게 약국에서 판매한다.

#### 두충차
두충차(杜仲茶)는 두충나무의 껍질로 만든다.

#### 동규자차
동규자차(冬葵子茶)는 동규자의 종자로 만든 차이다.

#### 살구차
살구차는 초여름에 익는 살구의 씨, 그리고 살구 껍질을 이용해 만든 차이다.

#### 감로차
감로차(甘露茶)는 산수국의 잎으로 따서 만든 차이다.

### 녹차
한국식 녹차로는 일단 지역별, 또는 발효 시간 별로 나뉜다.
- 보성녹차 : 전라남도 보성군에서 나는 녹차이다. 감 잎을 첨가하기도 한다.
- 하동녹차 : 경상남도 하동군에서 나는 녹차이다.
- 황차(黃茶) : 녹찻잎를 반발효 시킨 것으로, 풍미가 깊다.

## 같이 보기
- 한국의 음료
- 한국의 차 의식